# Bisetocreagris nankingensis
Espèce
Synonymes
- Chinacreagris nankingensis Ćurčić, 1983

Bisetocreagris nankingensis est une espèce de pseudoscorpions de la famille des Neobisiidae.

## Distribution
Cette espèce est endémique du Jiangsu en Chine. Elle se rencontre  vers Nankin.

## Description
La femelle holotype mesure 2,0 mm.

## Systématique et taxinomie
Cette espèce a été décrite sous le protonyme Chinacreagris nankingensis par Ćurčić en 1983. Elle est placée dans le genre Bisetocreagris par Harvey en 1999.

## Étymologie
Son nom d'espèce, composé de nanking et du suffixe latin -ensis, « qui vit dans, qui habite », lui a été donné en référence au lieu de sa découverte, Nankin.

## Publication originale
- Ćurčić, 1983 : A revision of some Asian species of Microcreagris Balzan, 1892 (Neobisiidae, Pseudoscorpiones). Bulletin of the British Arachnological Society, vol. 6, no 1, p. 23-36 (texte intégral).